# رجینالد ابری فسندن
رجینالد ابری فسندن (به انگلیسی: Reginald Aubrey Fessenden) فیزیکدان و متخصص رادیو٬ در شهر میلتون٬ کانادا از پدر و مدری آمریکایی زاده شد. وی از سال ۱۸۹۳ تا ۱۹۰۰ استاد دانشگاه پیتسبرگ بود و در سال‌های ۱۹۱۰ تا ۱۹۳۲ به سمت مشاور شرکت سیگنا سابمارین منصوب بود. او به نوعی مخترع رادیو است.